# Henrique Bergamin Filho
Henrique Bergamin Filho (Piracicaba, 3 de setembro de 1931 – 14 de dezembro de 1996) foi um engenheiro agrônomo, pesquisador e professor universitário brasileiro. 
Comendador e grande oficial da Ordem Nacional do Mérito Científico, membro titular da Academia Brasileira de Ciências e da Academia de Ciências do Estado de São Paulo, Henrique era professor livre-docente da Escola Superior de Agricultura Luiz de Queiroz (ESALQ), tendo também dirigido o Instituto Nacional de Pesquisas da Amazônia por quatro anos.

## Biografia
Henrique nasceu na cidade paulista de Piracicaba, em 1931. Seu pai era servidor federal e sua mãe era professora primária. Cresceu em um lar culturalmente estimulante, cercado de música e literatura. Gostava de desmontar equipamentos para descobrir como funcionavam. O primeiro foi um despertador, o segundo uma vitrola que funcionava a manivela.
Quando tinha 11 anos, seu pai faleceu. Sua mãe criou sozinhas os filhos falecendo aos 91 anos. Henrique foi um bom aluno nos antigos primário e ginásio. No momento de prestar vestibular, sua mãe lhe disse que o sonho de seu pai era que ele se tornasse médico. Henrique chegou a tentar medicina na Universidade de São Paulo, mas não conseguiu. De volta a Piracicaba, passou no curso de agronomia da ESALQ e apesar de ter dificuldade com algumas matérias nunca foi reprovado.
Logo depois de se formar, em 1957, Henrique foi convidado a trabalhar como assistente do professor Renato Amilcare Catani, professor catedrático da cadeira número 10 de Química Analítica da ESALQ, tornando-se posteriormente professor adjunto da cadeira. Foi chefe do departamento em três ocasiões, aposentando-se em 1988. Realizou estágio de pós-doutorado em Illinois e em Copenhague. Na volta ao Brasil, foi para a Amazônia, onde dirigiu por quatro anos o Instituto Nacional de Pesquisas da Amazônia.
Pouco antes de morrer, em 11 de dezembro de 1996, recebeu a comenda da Ordem Nacional do Mérito Científico, em Brasília.

## Morte
Henrique morreu em 14 de dezembro de 1996, em Piracicaba, aos 65 anos. Deixou a esposa Therezinha com quem teve três filhos, Henrique, Denise e Cynthia.